# Puerto deportivo El Abra - Guecho

Bandera marítima de la provincia marítima de Bilbao, a la que pertenece.

El puerto deportivo El Abra - Guecho se sitúa en el municipio de Guecho, en la provincia de Vizcaya (España). Cuenta con 132 puestos de atraque con eslora máxima de 6 m, 216 puestos con eslora máxima de 8m, 132 de 6 m, 150 puestos de 10 m, 115 de 12 m, 33 puestos de 15 m y 5 de 18 m. 

## Instalaciones
- Agua 40978 m²
- Zona Portuaria en Tierra 15541 m²
- Total 56519 m²

## Servicios
- Combustible Gasoil, Gasolina Super, Lubricantes.
- Elevación Travelift 45 Tn, Grúa 5 Tn
- Tomas de Agua
- Tomas de Electricidad
- Casco  Limpieza y Pintura de fondos. Pintura superestructura, recepción de aceites, sentinas. Reparación: Fibra, madera, metal.
- Mecánica Reparación de motores, auxiliares frigoríficas.
- Electrónica Reparaciones de radares, sistemas de comunicación.
- Sistemas de navegación Motores y tarjetas.
- Venta de embarcaciones